# Мосьциська (Ґарволінський повіт)
Мосьциська (пол. Mościska) — село в Польщі, у гміні Троянув Ґарволінського повіту Мазовецького воєводства.
У 1975-1998 роках село належало до Седлецького воєводства.